# Dutch International 2017
Die Dutch International 2017 im Badminton fanden vom 20. bis zum 23. April 2017 in Wateringen statt. Es war die 18. Austragung der Titelkämpfe.

## Austragungsort
- Velohal, Noordweg 26

## Sieger und Platzierte
| Disziplin    | Gold                                | Silber                        | Bronze                                  |
| ------------ | ----------------------------------- | ----------------------------- | --------------------------------------- |
| Herreneinzel | Anand Pawar                         | Kalle Koljonen                | Iikka Heino                             |
| Herreneinzel | Anand Pawar                         | Kalle Koljonen                | Sam Parsons                             |
| Dameneinzel  | Irina Amalie Andersen               | Luise Heim                    | Cendrine Hantz                          |
| Dameneinzel  | Irina Amalie Andersen               | Luise Heim                    | Ayla Huser                              |
| Herrendoppel | Oliver Leydon-Davis Lasse Mølhede   | Jim Middelburg Russell Muns   | Alexander Dunn Adam Hall                |
| Herrendoppel | Oliver Leydon-Davis Lasse Mølhede   | Jim Middelburg Russell Muns   | Robert Golding Gregory Mairs            |
| Damendoppel  | Cisita Joity Jansen Birgit Overzier | Debora Jille Imke van der Aar | Sandra-Maria Jensen Josephine van Zaane |
| Damendoppel  | Cisita Joity Jansen Birgit Overzier | Debora Jille Imke van der Aar | Julie MacPherson Eleanor O’Donnell      |
| Mixed        | Anton Kaisti Jenny Nyström          | Jim Middelburg Myke Halkema   | Patrick Buhl Josephine van Zaane        |
| Mixed        | Anton Kaisti Jenny Nyström          | Jim Middelburg Myke Halkema   | Erik Meijs Birgit Overzier              |